# Инсио
Инсио (на испански: Incio; на галисийски: O Incio) е община в Испания, част от провинция Луго на автономната област Галисия. Площта на общината е 143 км²; населението е около 2185 души.